# Mosonmagyaróvár
Mosonmagyaróvár (németül: Wieselburg-Ungarisch Altenburg, latinul: Ad Flexum, horvátul: Stari Grad) város Győr-Moson-Sopron vármegyében, a Mosonmagyaróvári járás székhelye. Légvonalban Győrtől 35 km-re, Soprontól 56 km-re, Pozsonytól 33 km-re, Rajkától 15 km-re, Bécstől 76 km-re, Budapesttől pedig 140 km-re helyezkedik el, közel az osztrák és a szlovák határhoz. Lakossága körülbelül 34.300 fő, ezzel pedig a megye harmadik és Magyarország 27. legnépesebb települése.
Moson városa, Moson vármegye eredeti székhelye volt a Magyar Királyságban, majd a megyeszékhely később Magyaróvárra került. A két várost 1939-ben egyesítették, és mára a dualizmus szinte minden jele eltűnt, mivel a két város közötti tér fizikailag és kulturálisan is fejletté vált. A név hossza miatt a várost a helyiek Óvárként, a külföldiek Mosonként is emlegetik. Itt található a Hansági Múzeum.
A település már a római korban lakott volt, ekkor a neve Ad Flexum (jelentése: „kanyarban”) volt. A várost Bécs első török ostromának kudarca után a törökök visszavonulásukkor, 1529-ben, majd a második török ostrom után 1683-ban ismét felgyújtották. A régió legtöbb más települése nagyrészt ugyanerre a sorsra jutott.
A magyarosítás következtében a 19. század vége felé a két város elvesztette német többségét. A környező német ajkú falvakban nagyrészt 1945-ig változatlan maradt a lélekszám.
1904-ben Lúcsony községet egyesítették Magyaróvárral, majd 1919-ben Magyaróvárt városi rangra emelték. A Monarchia 1918-as bukása után Habsburg–Tescheni Frigyes főherceg magyaróvári birtokára költözött, és a város első polgáraként tartották számon, majd itt halt meg 1934-ben. Ma a sétálóövezetben egy emlékmű állít emléket neki.
1941-ben a városban 466 zsidó élt, ez a lakosság mintegy 3 százalékát jelentette. Magyarország 1944. márciusi német megszállása után a magyar közigazgatás 1944 májusában kötelező gettókat állított fel, melyekbe a környékbeli zsidókat is kényszerítették. Június elején a gettó foglyait Győrbe deportálták, majd onnan az auschwitzi koncentrációs táborba. A korábban számszerűsített német ajkú lakosság többségét 1945–1946-ban telepítették át.

## Természeti adottságok, földrajzi környezet
Mosonmagyaróvár az északi szélesség 47-48° és a keleti hosszúság 17-18° által megjelölt tér északnyugati szögletében helyezkedik el. E kistáj természetes kapocs Szlovákia, Ausztria és Magyarország között.
Területén fut össze a Hegyeshalom (Bécs) felől érkező 1-es és a Rajka (Pozsony) felől jövő 15-ös (korábbi számozással 150-es) főút, illetve van itt leágazása az M1-es autópályának, valamint áthalad rajta a Bécs-Budapest (Párizs-Isztambul) nemzetközi vasútvonal, melynek állomása is van a városban.
Közúton Győrtől 39 km-re, Pozsonytól 34 km-re, Bécstől 84 km-re, Budapesttől pedig 160 km-re van, s mind a magyar, mind az osztrák fővárosból könnyen megközelíthető közúton és vasúton is.
Mosonmagyaróvár Győr-Moson-Sopron vármegye harmadik legnagyobb városa, vonzáskörzetében 25 településsel 931 km²-nyi területen, ahol mintegy 70 ezer ember él. Az ország két fontos határállomásához, Hegyeshalomhoz és Rajkához való közelsége fontos gazdasági, pénzügyi (vám), idegenforgalmi, közlekedési, ipari és kereskedelmi központtá teszi. Szellemi és humán infrastruktúrája a vonzáskörzet lakóinak igényeit is kielégíti, egyeteme pedig fontos felsőoktatási és tudományos bázis.
Mosonmagyaróvár a Dunántúl északnyugati részén, a Kisalföld legmélyebb középtáján, a Győri-medence északi csücskében fekszik. Ennek kistájai a folyóvízi üledékkel feltöltött Mosoni-síkság és a Szigetköz. Északon és keleten a Szigetköz, délen a Hanság, nyugaton pedig a Pándorfi-fennsíkig húzódó síkság határolja a várost. Területén folyik át a Lajta, amely itt egyesül a Mosoni-Dunával. Maga a város is a Duna hatalmas, 50–200 m vastag törmelékkúpjára épült. Mosonmagyaróvár két folyója közül a Mosoni-Duna Oroszvár és Dunacsún között ágazik ki a Dunából, medre kanyargós, középszakasz jellegű, vízállását a rajkai zsilip szabályozza. Kiegyenlített vízjárású, galériaerdőkkel szegélyezett vize különösen alkalmas vízi sportok űzésére. 125 km megtétele után torkollik a Dunába.
A Lajta Alsó-Ausztriában ered, hossza 182 km, esése a forrástól a torkolatig 1150 méter. Vízjárása erősen függ a csapadéktól, meglehetősen szeszélyes, vízminősége védelmet igényel.
A táj kialakításában döntő szerepe volt az Ős-Dunának, amely a Brucki-kapun át a síkságra érve hatalmas homok- és kavicsréteget rakott le. A térség felszíne teljesen sík, tengerszint feletti magassága 112-128 méter. A fiatal feltöltődés miatt kevés az értékesíthető ásványkincs: homokon és kavicson kívül termálvíz található itt. Mosonmagyaróváron és környékén az anyakőzet mindenütt kavics, a talaj gyengén humuszos öntéstalaj, a mélyebben fekvő területeken gyakoriak a réti talajok.
Mérsékelten meleg, mérsékelten száraz, enyhe telű kiegyenlített éghajlat jellemzi e vidéket, amely egyúttal Magyarország egyik legfelhősebb és legszelesebb része. Évente 1820-1900 a napsütéses órák száma, a borult napok évi átlaga 130-140 nap, a derülteké 40, míg a ködös napoké 20, a hótakarós napoké pedig 35-40. Elég szélsőségesen jelentkezik a csapadékeloszlás, évi átlagos mennyisége 560–600 mm, de egyes napokon nagy mennyiségű eső zúdul a területre. Évente 130-140 körül van a csapadékos napok száma, júniusban és júliusban esik a legtöbb csapadék, a legszárazabb hónap a január, legmelegebb a július, a hőmérséklet évi átlaga 9,5-10,5 °C, a téli átlag 3,3 °C. Január és július átlagai között a különbség 21-32 °C, de a szélső értékek közötti különbség elérheti az 55-58 °C-ot. Gyakori a késő tavaszi és a kora őszi fagy, ami a növénytermesztésben olykor komoly károkat okoz. Kétszer van áradás a folyókon, a tavaszit (jeges ár) a hóolvadás, a kora nyárit (zöldár) a csapadékmaximum idézi elő. Egész évben mindössze 50-60 a szélmentes napok száma, az uralkodó szélirány a nyugati és északnyugati, ezt követi gyakoriság tekintetében a délkeleti, déli szél.
Valamikor e tájon a természetes növénytakaró nagyon változatos volt. A Hanságban a lecsapolás előtt az égeres láperdők, zsombékok, mocsárrétek voltak a jellemzők, az alacsony ártéri területeken puha- és keményfás ligeterdők, tölgyesek díszlettek. Természetes növénytársulások már csak az ártéri részeken, a Mosoni-Duna partján és az elhagyott vízmedrekben találhatók. A természetes erdőtársulás fái a tölgy, kőris és a szil, a kultúrerdők leggyakoribb fája a nyár, fűz, akác, kőris. Napjainkban a település és környéke nagyrészt művelés alatt álló kultúrtáj. A város legrégibb és legnagyobb ligete a Wittmann park, amelynek névadója Wittmann Antal uradalmi jószágkormányzó, a Lajta szabályozója és az akadémia megszervezője.
Ma a város legnagyobb kincsét és vonzerejét az a termálvíz jelenti, ami 1966-ban egy 2000 méter mély kútból tört elő. A kút vízhozama 1800 l/perc, vize 75 °C-os nátrium-hidrogénkarbonátos és kloridos hévíz. 1967-ben gyógyvízzé nyilvánították, amely reumatikus és mozgásszervi megbetegedésekre, gyulladások, légzőszervi bántalmak kezelésére, gyomor- és bélbántalmak gyógyítására alkalmas. Az 1990-es évek közepétől jelentős beruházás indult a fürdő területén (hotel, étterem, apartmanok, szolgáltató és gyógyászati részlegek), s ma már télen-nyáron igénybe vehetik a sportolni, pihenni és gyógyulni vágyó magyar és külföldi vendégek a magas színvonalú szolgáltatásokat.

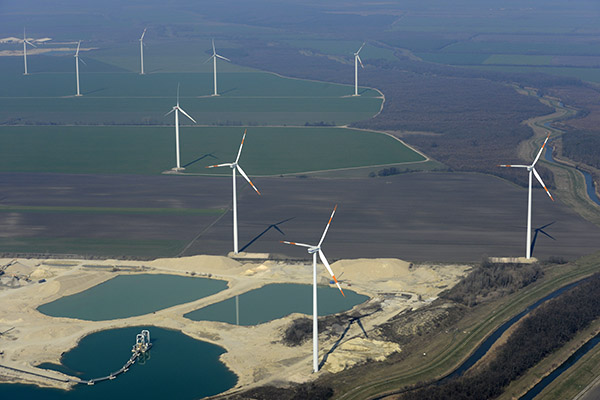
A város környékén sok szélturbina működik
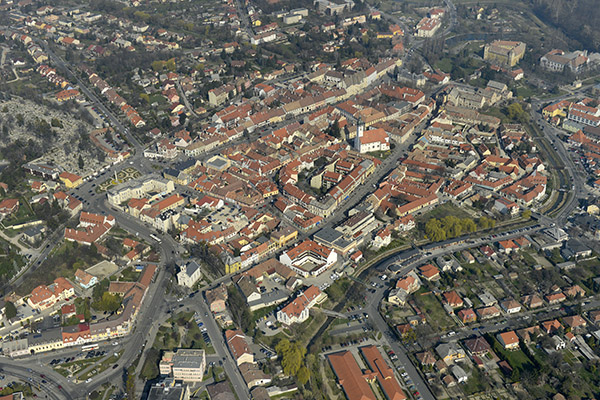
Mosonmagyaróvár látképe
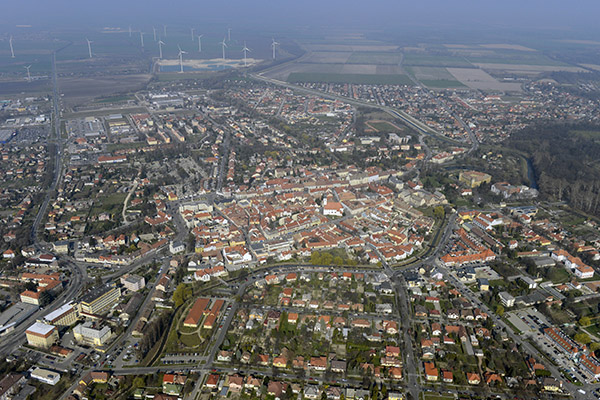
Mosonmagyaróvár belvárosa légi fotón

## Története

### A település története 1526-ig
Mosonmagyaróvár az 1939-ben egyesült két település nevéből képzett összetétel. Moson neve valószínűleg szláv eredetű, mocsári várat jelent. Első előfordulása 1137-ből való Mussun alakban, német neve (mai alakjában Wieselburg, első említései 1063: Miesigenburch, 1074: Miesenburc) a területén egykor a Lajta és a Duna összefolyásánál álló várra utal, amely határispánsági központ volt. Az Óvár helynév bizonyára azzal az Ad Flexum nevű római katonai táborral kapcsolatos, amely a mai magyaróvári belváros és a vár területén helyezkedett el. Magyaróvár nevének első előfordulása 1263-ból való Owar alakban, német neve 1271-ből ismert Altenburch alakban. Magyar- előtagja (Ungarisch-Altenburg) a Bécstől keletre lévő Németóvártól (Bad Deutsch-Altenburg) való megkülönböztetést szolgálta.

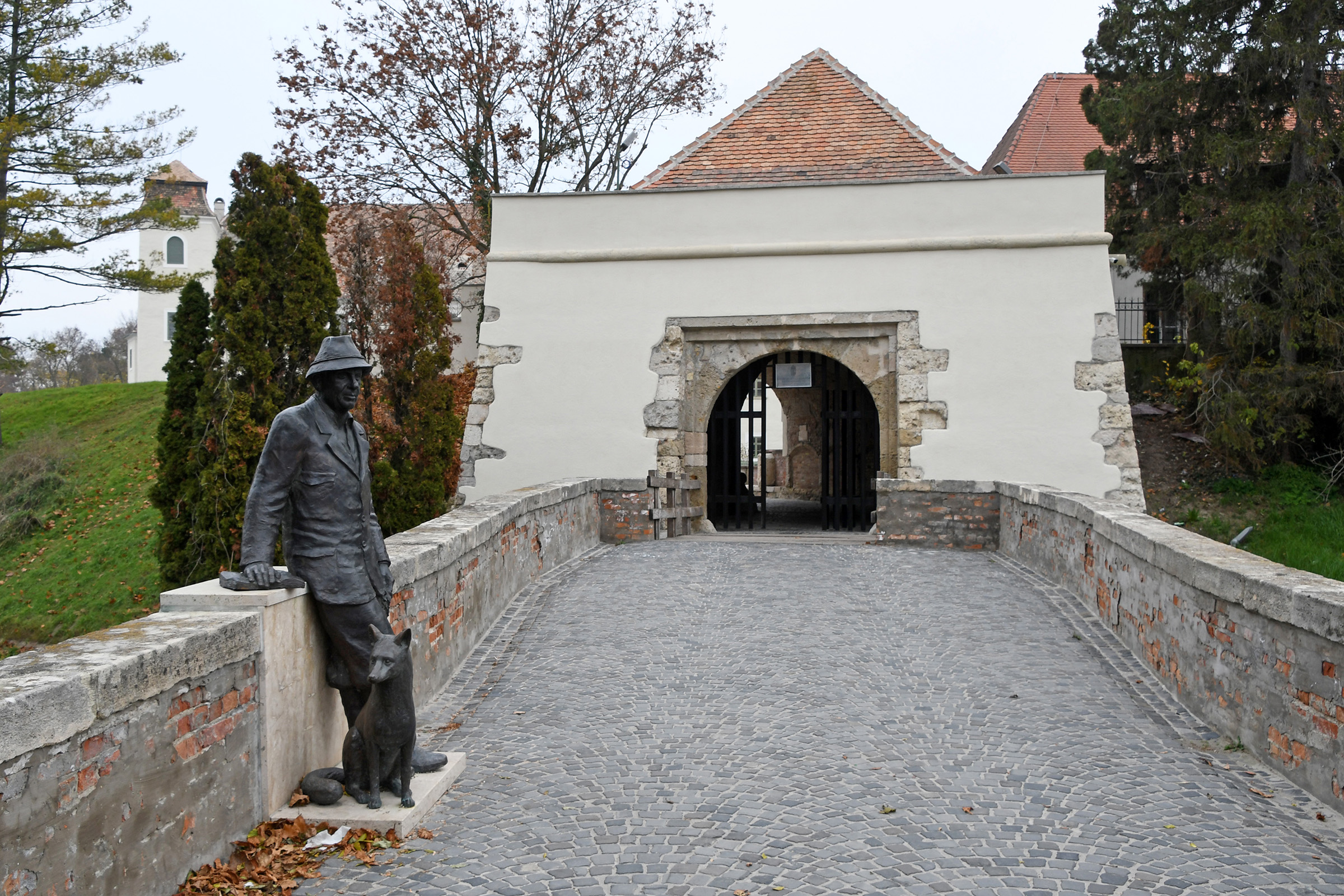
A várkapu Fekete István szobrával

Mosonmagyaróvár és környéke föltehetően az emberiség történetének korai szakaszától kezdve lakott volt, régészeti bizonyítékok azonban csak az i. e. 5. évezredtől kerületek elő. Mosonmagyaróvár területéről csak azóta vannak régészeti leletek, amióta a Kr. u. 1. század elejétől a későbbi Moson megye területét Pannonia részeként a Római Birodalomhoz csatolták. Ettől kezdve a birodalom határa a Duna mentén húzódott, amelynek a Mosoni-Duna mellett létesített katonai tábor jelentős stratégiai pontja volt. Bár Ad Flexum létrehozásának elsősorban katonai indoka volt, a mellette kialakult település fejlődését segítette, hogy az itt átvezető hadi úton bonyolódott le a kelet-nyugati kereskedelem. A korszerű védővonal mögött nagyobb biztonságban érezte magát a katonaság mellett létrejött iparos- és kereskedőréteg is. De ez is gyengének bizonyult, amikor 169-171 között a Duna bal partján élő germánok óriási erővel zúdultak a határra. E három év harcaiban szinte teljesen megsemmisült a limes és a tábor melletti település is. Később, a 3. században ismét fellendülés volt errefelé is, ebből az időből számos lelet került elő (ékszerek, edények, bronz- és kerámiatárgyak). A település lakossága ekkor 3000-4000 fő lehetett, s a katonai tábor a mai Magyar utcától a Károlyliget közepéig terülhetett el. Valentinianus 375-ben bekövetkezett halála után a hunok támadásai menekülésre kényszerítették a lakosságot, s a későbbi longobárd majd avar uralom alatt a település és a tábor nagyrészt elpusztulhatott. Óvár elnevezése azt bizonyítja, hogy az Árpád-korban még létezhettek a római tábor és a település egyes részletei, s ezek képezték azt az alapot, amelyen a középkori város fölépülhetett.
Nagy Károly az avar birodalom 796. évi megdöntése után birodalmához csatolta a Mosoni-Duna jórészt szlávok lakta környékét. Moson szerepe akkor nőtt meg, amikor a kalandozások kényszerű fölhagyása után I. István a központi hatalom bázisaként a határok védelmére megyeközpontot és királyi várat létesített. E köré a gerendákból összerótt mosoni ispáni vár (Királydomb) köré szerveződtek a környék települései. A később kőfallal is megerősített sáncvár belső kerülete 150-170 x 70-90 méter lehetett. Mosont erős várként és forgalmas kereskedővárosként emlegették a 11. századi krónikák. 1030-ban az őrség mégsem tudta megakadályozni, hogy a hatalmas sereggel betörő II. Konrád német császár elfoglalja, és a Rábáig törjön előre. 1063 és 1067 között, a trónviszályok idején Salamon király gyakran tartózkodott Moson várában. Fontos szerep jutott az erősségnek az 1096. évi keresztes hadjáratok idején, amikor Kálmán király Moson és Győr között győzte le a 15 ezer főnyi pusztítva és rabolva betörő sváb-bajor hadat, majd még ez évben megfutamította itt Emicho gróf 30 ezres seregét. Moson a 13. század első felében jelentős fejlődésen ment keresztül. A Duna és az egykori római út fontos kereskedelmi útvonal volt, melyen királyi vámot szedtek. Hajómalmok őrölték a Mosoni-Dunán a környék gabonáját, s a kikötők fenntartása némi iparosodással is járt. Egy oklevél a vár piacán nagy kőházat említ, s már a 11. századtól állhatott a mai Soproni utca közepén egy kőtemplom. E fejlődésnek vetett véget II. Ottokár cseh király 1271. évi hadjárata, amelyben a mosoni erődítményt annyira lerombolta, hogy királyaink már nem tartották érdemesnek az újjáépítést, s az ispánság székhelyét Óvárra tették át.
Óvár várának építését az a Győr nemzetségbeli Konrád kezdte el, aki ezért IV. Bélától birtokokat kapott Moson vármegye területén. Kun László 1282-ben neki adta a mosoni vám királyi részének felét, hogy dicséretes várépítő tevékenységét tovább folytassa. Konrád – elsősorban birtokai védelmében – többször is a magyar király ellenségéhez, II. Ottokár cseh királyhoz, majd Albert osztrák herceghez pártolt, ezért a hűtlen főurat megfosztották Moson megyei birtokaitól, s bár jelentős érdemei voltak Óvár fejlesztésében, végül Baranya vármegyei birtokán halt meg. Az 1270-es 1280-as években épülhetett az óvári vár emeletes lakótornya és a város első román stílusú temploma is. 1291-től Óvár a magyar királynék birtokaként szerepelt.
Magyaróvár legkorábbi települési szintje Moson várának pusztulása után alakult ki, amikor a megmaradt lakosság ide húzódott védelemért. A 14-15. században nagyjából a mai utcahálózatban már többszintes téglaépületeket is emeltek a favázas és agyagtapasztású épületek mellé. Ekkor alakult ki a magyaróvári történelmi belváros két legforgalmasabb utcája (a Fő utca és a Magyar utca), köztük kisebb utcákkal és terekkel. Óvár fejlődéséhez nagyban hozzájárult élénk kereskedelme, iparosodása és az oklevelekben emlegetett fejlett malomipara. A Lajtán működő királyi malmok mellett a város lakói is több malommal rendelkeztek. Erzsébet királyné e városiasodást ismerte el, amikor 1354-ben Óvárt a királynéi városok rangjára emelte, s kiváltságai között saját bíráskodást, szabad plébánosválasztást, örökösödést és polgárainak egész Magyarország területére vámmentességet biztosított. Nagy Lajos, majd Zsigmond is megerősítette e kiváltságokat, a városnak azonban állandó küzdelmet kellett vívnia jogai érvényesítéséért. A 14. századtól kezdve az óvári várban székelt a mosoni főispán, a 15. század elején az erősség zálog címen a vöröskői Wolfurt, majd a Szentgyörgyi (Bazini) család kezére került. 1522 januárjában a tragikus sorsú II. Lajos Budán tartott esküvője alkalmából feleségének, Mária királynénak adományozta, s ettől kezdve sorsa évszázadokra összefonódott a Habsburgokkal, Ausztria védelmének egyik előretolt bástyája lett.

### Magyaróvár és Moson története a mohácsi vésztől 1848-ig
I. Ferdinánd királlyá választását követően a magyaróvári uradalom és a magyaróvári harmincad kezelését az Alsó-ausztriai Kamara vette át.
1529-ben a törökök Bécs alól vert hadként visszavonulva fölgyújtották a várost és a várat, ekkor semmisült meg a kéttornyú román stílusú templom és a vármegye középkori levéltárával együtt sok érték. De bőven okoztak szenvedést az ország birtoklásáért küzdő Szapolyai János és II. Ferdinánd hadai is. Luther Márton föllépése után gyorsan terjedtek a reformáció tanai. A 16. század közepére Magyaróvár lakóinak többsége protestánssá lett. Ekkor telepedett le a városban Huszár Gál, a tudós prédikátor és vándornyomdász. 1555-ben megalapította Magyaróvár első iskoláját, és tanított Mosonban is. Nyomdájából három jelentős vallási-irodalmi mű került ki, s itt kezdett hozzá híres protestáns énekeskönyvének elkészítéséhez is, amit azonban a zaklatások miatt Debrecenben fejezett be. Egy kamarai határozat 1672-ben a városban megtiltotta a protestánsok vallásgyakorlatát, iskolájukat és templomukat bezáratták. A sérelmes ellenreformációs rendelkezést csak részben hajtotta végre a város, így senkit nem kényszerítettek vallásának megváltoztatására.
Mivel Moson és Óvár gyakran esett a hadak útjába, a török és német zsoldosok 16. századi dúlása után 1605-ben Bocskai hajdúi gyújtották föl a várat, 1619-ben pedig Bethlen Gábor foglalta el két évre. Buda török megszállása, majd Győr 1594. évi eleste után olasz hadmérnökök tervei alapján megerősítették és korszerűsítették, csillag alakban elhelyezkedő bástyáit kőfalazással erősített földsánc kötötte össze. 1607-ben átépítették és korszerű berendezéssel látták el a Lajta két partján álló uradalmi malmot. Rohamosan növekedett az országból kivitt állatok és termények után szedett vám összege, a magyaróvári harmincad bevétele az ország teljes vámbevételének fele volt ekkor. Ezt a hatalmas összeget azonban a Habsburgok általában családi kiadásaik fedezésére fordították, kevés jutott belőle a városnak. Bár Magyaróvár önállóságát, s a polgárok kiváltságait 1556-ban törvény biztosította, amelyet 1557-ben Ferdinánd, 1558-ban pedig Miksa főherceg megerősített a város állandó harcot folytatott a váruradalommal jogai érvényesítéséért. Sok terhet róttak a lakosságra a katonaság költségei, s a katonák, és az idegen várkapitányok nem riadtak vissza a túlkapásoktól sem.
Minden év elején az istentisztelet után összegyűltek a Tanácsházán a magyaróvári polgárok, és titkos szavazással bírót választottak. Polgár csak az lehetett, akinek háza vagy megélhetést nyújtó mestersége volt a városban. 1584-ben a várost irányító polgárok száma 54 volt, s egy évszázaddal később is csak 63. A városbíró fő feladata a város rendjének, nyugodt életének biztosítása és jogainak érvényesítése volt. Törvénykezési napokon a házánál hozott ítéleteket, míg a városházán a közigazgatás ügyeit a jegyző irányította. Este a városkapukat bezárták, s ettől kezdve tilos volt az utcán tartózkodni. A város lakói megszervezték a tűzőrséget, a lakosság védelmére pedig a polgárőrséget. A 17. század közepén szegényház is létesült a településen. 1665-ben egy török küldöttség tagjaként megszállt a városban Evlija Cselebi híres utazó is, aki saját élményei alapján leírta a korabeli Óvárt. Ekkor már működött a két híres vendégfogadó, a Fekete Sas elődje (Ranthof) és a városfalon kívüli hatalmas Ökör fogadó.
1683-ban Bécs sikertelen ostroma után a visszavonuló törökök fölégették Mosont, Óvárt és a vármegye szinte valamennyi települését. Ekkor pusztult el majdnem teljesen a város levéltára, s vele a céhek okmányai is. Pedig 1640-től már tudunk itt működő nyereg- és szíjgyártókról, szűcsökről, dunai molnárokról, vargákról, kádárokról, gombkötőkről és a mosoni kötélverők céhéről. 1609-től a templom építésére a városi téglagyárban égettek téglát két évig.
Rákóczi fölkelése idején a kurucok nem tudták tartósan megvetni a lábukat a városban, s a szabadságharc bukása után a katonai jelentőségét elvesztett vár fölszerelését 1712-ben Pozsonyba szállították. A Habsburg birtok kormányzói az ellenreformációs intézkedésekre és az uradalom gazdasági erejére támaszkodva fokozatosan fölszámolták a város nehezen megtartott kiváltságait. Csak néhány bíró vette a bátorságot, hogy szembeszálljon az uradalom nagyhatalmú uraival. Közülük a legbátrabb és a legsikeresebb Kehrling András volt, azonban a kurucok hadisarca miatt neki sem sikerült összegyűjtenie a város örökös megváltásához szükséges összeget. 1716-ban az Udvari Kamara megszüntette a város gazdasági függetlenségét, s néhány év múlva az uradalom magához ragadta a kegyúri jogokat is.
A háborús idők elmúltával ismét föllendült Moson és Magyaróvár kereskedelme és céhes ipara. A virágzó állatkereskedelem mellett a 17. század második felétől egyre jelentősebb Moson gabonakereskedelme és a malomipar. 1743-ban hivatalosan is megállapították a Duna partján kikötő hajók taksáját, s a szállítás zavartalansága érdekében elrendelték a Mosoni-Duna medrének tisztítását. Ezekben az években a régi céhek megerősödtek, sőt újabbak is alakultak. Óváron 1690 óta működik a Segítő Máriához Gyógyszertár, s az egészségügy helyzetének javítására 1736-tól városi orvost alkalmaztak. Nagy jelentőségű esemény volt a város életében, hogy 1739-ben a Zsidanits család hagyatékából piarista gimnáziumot alapítottak. 1766-ban Mária Terézia a magyaróvári uradalmat lányának, Mária Krisztinának ajándékozta. Ezt 1770-től fejvesztési joggal ruházták föl, amely lehetőséget teremtett a városi elöljáróság megalázására. II. József rendeletileg egyesítette Győr és Moson vármegyét, s uralkodása alatt az uradalom teljes hatalommal rendelkezett a város felett. Mindezek nagy ellenérzést váltottak ki a lakosságból, ezért 1794-ben küldöttséget menesztettek Bécsbe és Budára sérelmeik orvoslására. E küldetés eredményeként az uradalom kétévi tárgyalás után Liber Regulationis címmel olyan egyezséget kötött a várossal, amely a második világháborúig szabályozta viszonyukat. 1809-ben Napóleon katonái úgy fölélték a város tartalékait, hogy az ismét tervezett megváltásról szó sem lehetett.
Albert Kázmér herceg, a magyaróvári uradalom birtokosa 1818-ban gazdasági tanintézetet alapított a városban, hogy birtokai számára felsőfokú szakembereket képezzen. Ez az intézmény néhány éves megszakítással folyamatosan működött, jogutóda a mai egyetem. Híres professzorai nevezetessé tették a magas színvonalon működő intézményt, élenjáró módszerekkel ismertették meg a gazdákat, és úttörő szerepet vállaltak a kutatásban, fejlesztésben is. 1776-ban Mária Krisztina posztógyárat létesített Mosonban a birtokain tenyésztett birkák gyapjának földolgozására, amely 1809-ig működött itt. 1835-ben Czéh Sándor sikeres könyvnyomtató műhelyt létesített a városban. 1847-ben a reformországgyűlésre Moson megye egyik követévé gróf Széchenyi Istvánt választották.

### 1848-tól a II. világháború végéig
A márciusi magyar forradalom hírei hamar eljutottak Óvárra és Mosonba is. Czéh Sándor Der Emancipierte Satanas címmel a bécsi kormányt politizáló újságot adott ki, ez tekinthető az első Moson vármegyei periodikának. 1848 nyarán megszervezték a két település nemzetőrségét, amely kénytelen volt október 4-én visszavonulni Jellasich túlereje elől, a hátrahagyott 40 katonát azonban a felmentő magyar sereg huszárjai lekaszabolták. Október 23-án Kossuth Lajos mondott toborzó beszédet a főhercegi kastély erkélyéről. Decemberben Windischgrätz fővezér visszafoglalta a várost, s ezzel ismét tartós Habsburg fennhatóság vette kezdetét a két településen.
1842-ben a főhercegi uradalom a mosoni kikötőnél épült gabonaraktárat cukorgyárrá alakította át, amely 1873. évi megszűnéséig dolgozta föl a környék répatermését. 1855-ben indult meg a vasúti közlekedés Győr és Bruck között, ezentúl a hajók rakományait az itteni vasútállomáson rakták vagonokba. Az 1856-ban alapított mosoni gépjavítóműhelyt később Kühne Ede híres mezőgazdasági gépgyárrá fejlesztette. 1899-ben a hirtenbergi tölténygyár alapított fióküzemet Magyaróváron, s 1913-ban itt kezdték építeni a monarchia nagy fegyvergyárát, amelyet a trianoni béke után leszereltek és nagyrészt megsemmisítettek. Hatalmas közművesített területén 1923-ban kezdte meg működését az ország első műselyemgyára, 1934-ben az ország első timföldgyára, s 1935-ben a fogkefegyár.

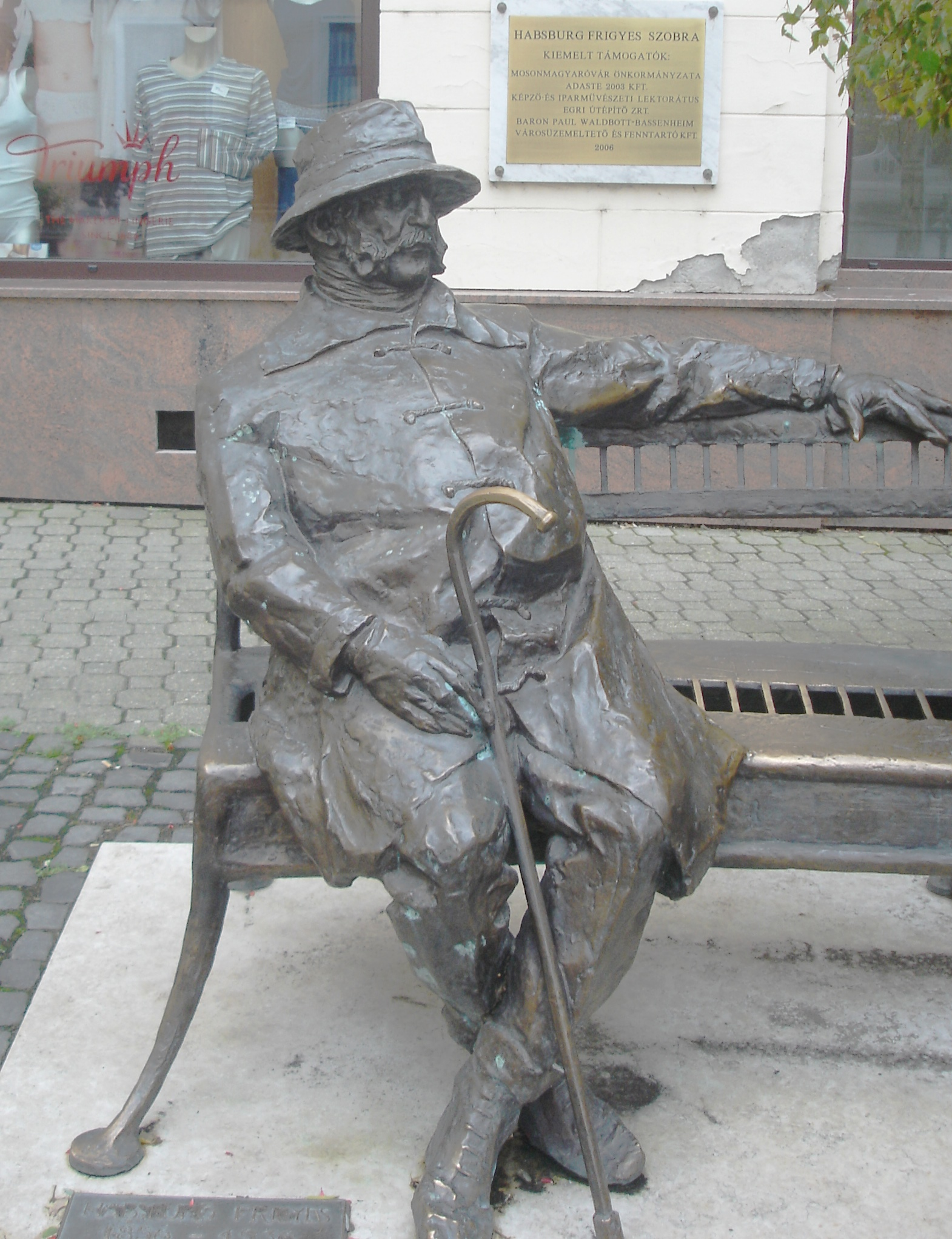
Habsburg Frigyes szobra

1863-ban Magyaróváron megnyílt a Karolina Kórház, s rendszeresítették a szociális intézmények (szegényház, menház) orvosi ellátását is. Az első óvodát 1881-ben Mosonban alapította Ostermayer Károly, 1882-ben pedig létrehozták a múzeumot alapító Mosonmegyei Történelmi és Régészeti Egyletet. 1874-ben akadémiai rangra emelték a gazdasági tanintézetet, amelynek tanárai több országos kutató intézetet hoztak létre Magyaróváron.
A trianoni béke következtében 1924-től megszűnt Moson vármegye önállósága, elvesztette területének csaknem kétharmadát, és Óvár és Moson is elszakadt gazdasági kapcsolatainak jó részétől. Az 1930-as évek végén Magyaróváron 7287 magyar, 1205 német és 41 horvát élt, Mosonban 4619 magyar, 1701 német, 61 horvát és szlovák lakott. Már 1908-ban fölmerült a két település egyesítésének gondolata, amit végül belügyminiszteri határozat mondott ki, s a két képviselőtestület 1939. június 28-ai ülésén ünnepélyesen jóváhagyott. Az 1941. évi népszámlálás adatai szerint Mosonmagyaróvár 17 073 lakójának 83%-a magyar, 13%-a német, 3%-a zsidó és 1%-a egyéb nemzetiségű volt. Magyarország háborús gazdaságpolitikája fellendülést hozott Mosonmagyaróváron is. Megszűnt a munkanélküliség, az ipar és építőipar foglalkoztatta az emberek 47,5%-át, a mezőgazdaság 17,8%-át, a közlekedés, kereskedelem és szolgáltatások a foglalkoztatottak 8,4%-át. 1939-től 1943-ra majdnem háromszorosára nőtt a Kühne Mezőgazdasági Gépgyár termelése, hadiüzem lett a Vadásztölténygyár és a Bauxit Ipari Rt. is. 1942 őszén a Mezőgazdasági Akadémia főiskolai rangot kapott, és bevezették a 4 éves képzést. 1944 májusában 466 mosonmagyaróvári zsidót hurcoltak el, a város lakossága a háború utolsó napjaiban 45 000 főre duzzadt. 1945. március végén a németek fölrobbantották a város hídjait és a rádió adótornyát. Április 1-jén a szovjet csapatok különösebb harc nélkül foglalták el a települést.

### A II. világháborútól napjainkig
Viszonylag kevés háborús kár érte a várost, de a közlekedés megbénulása, az anyag- és munkaerőhiány miatt nehezen indult meg az üzemekben a termelés. 1946-ban kitelepítették az SS, a Volksbund tagjait és azokat is, akik 1941-ben német anyanyelvűnek, vagy német nemzetiségűnek vallották magukat. 1946-ban megindult a városi autóbusz-közlekedés, 1948-ra elkészült néhány állandó és szükséghíd. Az 1945. évi választásokhoz (Szociáldemokrata Párt 37%, F. Kisgazdapárt 30%, M. Kommunista Párt 22%, egyéb 11%) hasonló eredmény született 1947-ben is (SZDP 33,3%, Demokrata Néppárt 27,9%, MKP 27,5%, egyéb 11,3%). 1948-ban és 1949-ben államosították a gazdasági szervezeteket és az oktatási intézményeket. A megszüntetett akadémiát 1954-ben szervezték újra. 1959-ben több kisebb gazdaságból létrejött a Lajta-Hansági Állami Gazdaság. 1950-ben állami kezelésbe került a múzeum, 1951-ben megkezdte működését a városi könyvtár és több kultúrterem. 

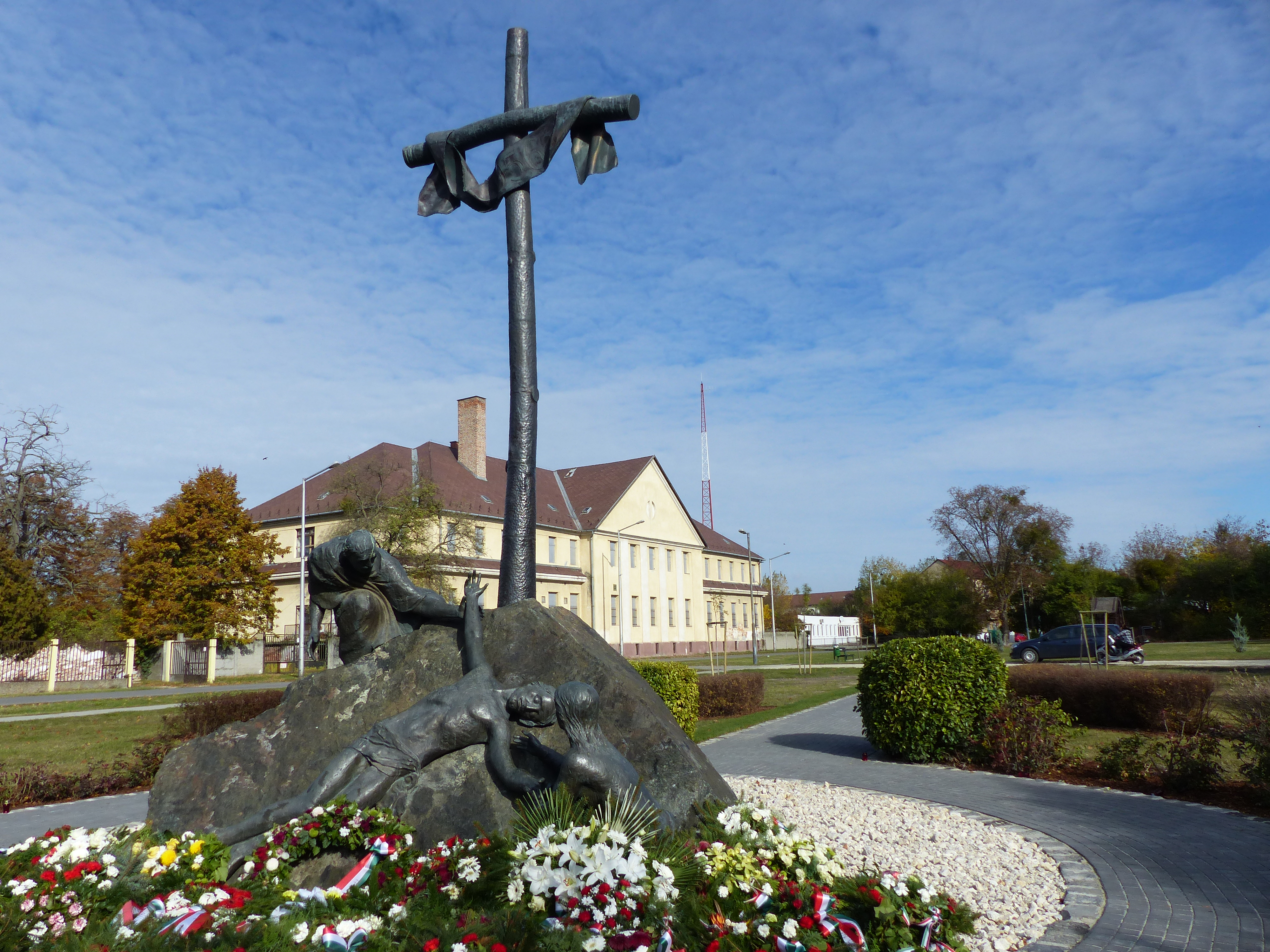
Az 1956. október 26-i tömeggyilkosság áldozatainak emlékműve

1956. október 26-án az ÁVH határőrlaktanya elé vonuló tüntetőket két sortűz és kézigránátok fogadták. Ötvennél több halott és sebesültek tucatjai voltak a barbár megtorlás vétlen áldozatai. Október utolsó napjaitól a menekültek tízezrei mentek át a városon a nyugati határ felé.
A megfélemlített és bűnösnek kikiáltott városban lassan indult újra az élet. 1959-ben elkészült a város rendezési terve, amely a Moson és Magyaróvár közötti üres részen egy új városközpont Létesítését tartalmazta. 1957-ben a mezőgazdasági akadémiát egyetemi rangú felsőoktatási intézménnyé minősítették, s a képzési idő 4 évre emelkedett. 1969-ben két ülőmedencével megnyílt a termálfürdő. Az 1960-1990 közötti évtizedekben négy új óvoda, két új iskola, posta, rendőrség, kulturális központ, új gimnázium és szakmunkásképző iskola épült, s bővült az agrártudományi egyetem. Ebben az időszakban épült a város déli részén először a Manninger Jánosról elnevezett kisebb lakótelep, majd a város északi végén a MOFÉM lakótelep, végül pedig az új városközpontban a Móra Ferenc és Kormos István nevét viselő nagyobb méretű lakótelep. 1983-ban a múzeum birtokba vehette a szépen felújított Cselley-házat. Csónakházak épültek a Mosoni-Duna partján, a gyárak és az egyetem sportegyesületei több szakosztállyal működtek, s 1969-től megkezdte tevékenységét a Városi Sportiskola.
A rendszerváltás utáni önkormányzati választások eredményeként a Fidesz vezette képviselőtestület Plutzer Istvánt választotta a város polgármesterének. Néhány év alatt megtörtént a város üzemeinek privatizációja, s örvendetesen tovább nőtt a városba irányuló idegenforgalom (termálfürdő, bevásárlás, fogászat), ennek következtében számos magánvállalkozás alakult. Két alapvető infrastrukturális beruházás valósult meg: két év alatt kiépült a város gázellátása (1996-1997) és rohamléptekben haladt a csatornázás bővítése. Hatosztályos kéttannyelvű képzés indult a Kossuth Lajos Gimnáziumban, és piarista általános iskola és gimnázium kezdte meg működését az egykori piarista épületben. Az 1994. évi önkormányzati választások óta a képviselőtestület legerősebb frakcióját a Magyar Szocialista Párt alkotja, s a lakosság közvetlenül háromszor választotta (1994., 1998., 2002.) Stipkovits Pált a város polgármesterének. 2006-ban a város polgárai Szabó Miklóst választották meg polgármesternek.

### Mosonmagyaróvár helye és szerepe térben és időben
A város és környéke mindig jelentős nagytérségi kapcsolatok metszéspontjában helyezkedett el, ahol az ókorban és a középkorban az egyetlen jól járható útvonal, a Duna és a Hanság mocsarai között itt húzódott. A délnémet területekről Pannóniába (kelet-nyugat), valamint a Cseh-medencéből a Mediterráneumba (észak-dél) futó útvonalak e tájon találkoztak. Már a rómaiak idejében is a limes útvonala a Vindobona (Bécs) – Carnuntum (Petronell) – Ad Flexum (Magyaróvár) – Arrabona (Győr) – Brigetio (Szőny) – Aquincum (Óbuda) nyomvonalon haladt. Ennek volt jelentős állomása Ad Flexum. A hely katonai, védelmi és kereskedelmi jelentősége abból adódik, hogy két nagy mocsaras, vizes terület között itt egy keskeny közlekedősáv volt, amely a kelet-nyugati és az észak-déli kereskedelmi és hadi utak része lett.
Ez a tény meghatározó volt a vidék történetében, s ma is jelentős a régió szempontjából. Nem véletlenül nevezték e területet „Mosoni kapu”-nak a középkor korai századaiban. I. István azért szervezte a mosoni ispáni (királyi) vár köré a feudális magyar állam fontos bázisát, a megyeközpontot, mert itt kitűnő lehetőség kínálkozott a forgalom ellenőrzésére, lezárására. Jelentős volt ez a szerep a keresztes hadjáratok, majd a török harci cselekmények idején, és óriási hasznot hozott a későbbi évszázadok marhakereskedelmében. Moson várának 1271. évi pusztulása után Magyaróvár vette át a hadi és közigazgatási szerepet, ezért emelte Erzsébet a királynéi városok rangjára 1354-ben a települést, amely a trianoni békét követő megyeösszevonásig Moson vármegye székhelye volt.
Magyaróvár megerősített vára és a hozzá tartozó hatalmas Habsburg birtok a 16. századtól a kereskedelem és a képműipar erőteljes fejlődését tette lehetővé, s a város kiváltságainak korlátozása ellenére is sok hasznot hozott ez a birtokközponti szerep mind az akadémia létesítésében, mind a korai gyáripar kialakulásában. Moson megyén jelentős kereskedelmi útvonalak vezettek át, gabonapiaca vetekedett a győrivel, a folyóvizek pedig virágzó malomipar kialakulását tették lehetővé. A 20. század első harmadában Mosonban és Magyaróváron fejlett gyáripar jött létre, amely a környéknek is adott munkát. 1939-ben Moson és Magyaróvár egyesült, és Mosonmagyaróvár kisrégiós központként megerősödött. A járások 1984. évi megszűnéséig járási székhely volt, de hivatalai, iskolái, kórháza, kereskedelmi és pénzügyi szolgáltatásai, valamint közlekedési helyzete következtében ma is természetes központja környékének.

### Egyéb érdekességek
- 2012-ben itt mérték éves szinten a legalacsonyabb éves napfénytartamot. Ebben az évben csak 2090 órát sütött itt a nap.[6]
- 2013-ban itt mérték éves szinten a legalacsonyabb éves napfénytartamot. Ebben az évben mindössze 1883,1 órát sütött itt a nap.[7]

## Közélete

### Polgármesterei
- 1990–1994: Plutzer István (nem ismert)[8]
- 1994–1998: Stipkovits Pál (MSZP)[9]
- 1998–2002: Stipkovits Pál (MSZP)[10]
- 2002–2006: Stipkovits Pál (MSZP)[11]
- 2006–2010: Szabó Miklós (Fidesz-MDF)[12]
- 2010–2014: Dr. Nagy István (Fidesz-KDNP)[13]
- 2014–2019: Dr. Árvay István (Fidesz-KDNP-Nemzeti Fórum Egyesület-MPKE-LABE)[14]
- 2019–2024: Dr. Árvay István (Fidesz-KDNP)[15]
- 2024– : Szabó Miklós (Mosonmagyaróvári Polgári Kerekasztal Egyesület-Momentum-MSZP-MMN-LMP)[1]

### A 2024-es önkormányzati választás eredménye
- A polgármester-választás eredménye[16]

| Jelölt neve         | Jelölő szervezet(ek) | Jelölő szervezet(ek)                        | Szavazatok száma | Szavazatok aránya |
| ------------------- | -------------------- | ------------------------------------------- | ---------------- | ----------------- |
| Szabó Miklós        |                      | MPKE – Momentum – MSZP – MMN – LMP – Zöldek | 7162             | 51,50%            |
| Dr. Árvay István    |                      | Fidesz – KDNP                               | 5250             | 37,75%            |
| Dr. Keresztély Rita |                      | REFLEUM Egyesület – DK – Jobbik             | 841              | 6,05%             |
| Takács Miklós       |                      | Mi Hazánk                                   | 654              | 4,70%             |
| Összesen            |                      |                                             | 9258             | 100%              |

- A 2025-ös időközi önkormányzati választás eredménye[17][18]

| Párt | Párt                                        | Mandátumok | Képviselő-testület | Képviselő-testület | Képviselő-testület | Képviselő-testület | Képviselő-testület | Képviselő-testület | Képviselő-testület | Képviselő-testület | Képviselő-testület | Képviselő-testület | Képviselő-testület |
| ---- | ------------------------------------------- | ---------- | ------------------ | ------------------ | ------------------ | ------------------ | ------------------ | ------------------ | ------------------ | ------------------ | ------------------ | ------------------ | ------------------ |
|      | MPKE – Momentum – MSZP – MMN – LMP – Zöldek | 7          | P                  |                    |                    |                    |                    |                    | .                  |                    |                    |                    |                    |
|      | Fidesz – KDNP                               | 7          | '                  |                    |                    |                    |                    |                    |                    |                    |                    |                    |                    |
|      | Mi Hazánk                                   | 1          |                    |                    |                    |                    |                    |                    |                    |                    |                    |                    |                    |

## Népesség
A 2011-es népszámlálás során a lakosok 85%-a magyarnak, 0,7% cigánynak, 0,6% horvátnak, 3,8% németnek, 0,3% románnak, 0,9% szlováknak mondta magát (14,4% nem nyilatkozott; a kettős identitások miatt a végösszeg nagyobb lehet 100%-nál). A vallási megoszlás a következő volt: római katolikus 47,3%, református 3,1%, evangélikus 2,1%, görögkatolikus 0,2%, felekezeten kívüli 16,7% (29,6% nem nyilatkozott).
2022-ben a lakosság 87%-a vallotta magát magyarnak, 3% németnek, 1% ukránnak, 0,9% szlováknak, 0,7% cigánynak, 0,4% szerbnek, 0,4% horvátnak, 0,2% románnak, 0,1-0,1% szlovénnek, lengyelnek, bolgárnak és ruszinnak, 2,3% egyéb, nem hazai nemzetiségűnek (11,5% nem nyilatkozott; a kettős identitások miatt a végösszeg nagyobb lehet 100%-nál). Vallásuk szerint 34,1% volt római katolikus, 3,4% református, 1,8% evangélikus, 0,4% görög katolikus, 0,2% ortodox, 1,1% egyéb keresztény, 0,9% egyéb katolikus, 14,5% felekezeten kívüli (43,4% nem válaszolt).

## Közlekedés
Mosonmagyaróvár múltját és jelenét egyaránt meghatározza illetve befolyásolja a város földrajzi elhelyezkedése, a nagytérségi kapcsolatokat biztosító közlekedési útvonalak alakulása. Az egyetlen járható útvonal a Duna és a Hanság mocsarai között itt húzódott. A Duna menti limes útja mentén alakult ki Ad Flexum, a római katonai és polgári település – amely évszázadokon át jelentős védelmi és kereskedelmi funkciókat látott el. Hatással volt az itt élőkre egy másik fontos útvonal is, a borostyánút, amely a Baltikumot a Földközi-tenger térségével kötötte össze.
A középkorban sem vesztette el a város közlekedéséből adódó fontos szerepét, s e területet nevezték „Mosoni Kapu” néven. Természetesen a történelem során más eseményekkel összefüggésben és a technikai változásokat követve a különböző közlekedési módok erősödtek fel vagy éppen szorultak vissza. A város fejlődése – vagy éppen egyes városrészek hanyatlása – egyértelműen visszavezethetők a településen áthaladó utak hatására.
Ma is autópályák, egy (1), kettő (15, 86) és több számjegyű utak haladnak át a város területén, ezek szinte kivétel nélkül rendszeres nemzetközi forgalmat is bonyolítanak. A négy számjegyű, tehát elvileg alsóbbrendű utak közül kiemelkedik jelentőségével az 1401-es út, amely a Szigetköz legfontosabb útjaként húzódik Győrtől Héderváron és Halászin át Mosonmagyaróvárig. A másik túlparti településsel, Máriakálnokkal az 1406-os út köti össze a várost, míg a Szigetköz északnyugati részének falvait az 1408-as út szolgálja ki. Mosonszolnokkal és azon keresztül Albertkázmérpusztával a 8505-ös út kapcsolja össze a várost.

## Gazdaság
Mosonmagyaróvár több száz éves történelme, fejlődése azon a gazdasági alapon teljesedett ki, amely még a nagy középkori háborúk időszakában kezdődött. A városon átfolyó Lajta és Mosoni-Duna nemcsak vízi út, de a nagyon fontos malomipart éltető energiahordozó is volt. A mezőgazdaságban kezdetben az egyházi rendek külföldről érkezett tagjai hoztak ismereteket, később az egységes Habsburg tulajdon miatt a nagybirtok jellegű gazdálkodás volt a jellemző, a 19. század elejétől (1818-ban alakult meg a Mezőgazdasági Akadémia) pedig a felsőfokú oktatás, a mezőgazdasági termelés, termékfeldolgozás, fejlesztési-kutatási tevékenység és a mezőgazdasági gépgyártás komplexuma jelentett gazdasági erőt a városnak és a térségének. A 18. századtól kezdve a mezőgazdaság mellett egyre erőteljesebb a kézművesipar (máig őrzik az utcanevek – Tímár utca, Lakatos utca, Kötélgyártó utca – a létrejött céhek koncentrálódását), s elsősorban a malomiparban halmozódó tőke megkezdi az ipari létesítmények beruházásait. Gépjavító műhelyek, posztóműhelyek, szesz- és sörfőzdék jelentették a 20. század első éveitől már a mai értelemben is igazi gyártelepítés gyökereit.
Az első komoly ipari létesítményt 1900-ban kezdték építeni, ez a mai MOFÉM Rt elődje, a Hirtenbergi Töltény-, Gyutacs- és Fémárugyár volt. A gyár sokszínű múltja, folyamatos működése, a gyár körül kialakult városrész – a MOFÉM-telep – azt mutatja, hogy egy hosszú távon prosperáló ipari üzemmel gazdagodott a város. Máig meghatározó a város gazdasági életében az 1910-ben megkezdett, majd az I. világháború után befejezetlenül abbahagyott lőporgyár, amely épületeivel, lakótelepeivel, teljes infrastrukturális kiépítettségével nemcsak értékes építészettörténeti örökségünk, hanem a két világháború közötti helyi iparfejlesztés területe lett. A volt lőporgyár ugyanilyen funkciójú épületében működik ma is a városi tűzoltóság, a tiszti kaszinó területén ma is katonaság tartózkodik – sajnos ez volt a tragikus 56-os sortűz helyszíne is –, az ipartelep vízműve és szennyvíztisztítója az elmúlt évekig működött. 1934-ben telepedett le a városban a MOTIM Rt elődje, a timföldgyár, amely 2003-ig változatlan profillal, de folyamatosan korszerűsödő technológiával állította elő termékeit. Az elmúlt évben a timföldgyártás – annak gazdaságtalansága miatt – megszűnt, ma már csak a magasabb feldolgozottságú anyagokat gyártják. Az üzem területén készül el 2004. év végéig a ma legkorszerűbbnek ismert koogenerációs erőmű, amely a gázmotorok hűtési energiáját a városi távfűtés energiahordozójaként hasznosítja. Az egykori lőporgyár területén számtalan egyéb gazdasági tevékenység kapott helyet. 1923-ban itt alapították meg a Magyaróvári Műselyemgyárat, amelynek termékét, a műselyem-fonalat döntő részben exportálták, mert Magyarországon még nem volt felkészült feldolgozóipar. –A gyár később átállt konfekcióipari termékek gyártására és pamutkelme szövésére. 1990-ig a Mosonmagyaróvári Kötöttárugyár jelentős könnyűipari üzem, kiemelt foglalkoztatója volt a városnak. A politikai és ezzel együtt a gazdasági rendszerváltás időszakát a 4 nagyüzem – a Kühne Mezőgazdasági Gépgyár, a Mosonmagyaróvári Fémszerelvénygyár, a Timföld és Műkorundgyár, a Kötöttárugyár – mellett az állami tulajdonú kereskedelmi és szolgáltató cégek, néhány feldolgozó vállalat, így a Mosonmagyaróvári Konzervgyár vagy a Műanyag-feldolgozó és Kefeipari Vállalat, a szövetkezeti ipar, a városi szolgáltatásban egyre nagyobb szerepet játszó Flexum Kommunális Vállalat, a személyi szolgáltatásokban a gazdasági munkaközösségek és magánvállalkozások jellemezték.
Változásokat hozott 1990 után az állami szervezetek tulajdonviszonyainak átalakulása. A Kötöttárugyár nem tudta megőrizni helyét és szerepét a magyar gazdaságban, területén több, kisebb magánvállalkozás jött létre. A MOFÉM részvénytársaságként továbbműködve, külföldi tulajdonba került, a Kühne Mezőgazdasági Gépgyár Rt közös osztrák tulajdonnal többféle termék gyártását kezdte meg (különösen új ágazat lett a VOGEL & NOOT Hőtechnikai Kft által előállított fűtőtestek, kiegészítő berendezések. A korábbi nagyüzemek fejlesztésekkel, technológiai változásokkal ma már sokkal kisebb számú munkaerővel dolgoznak. Jelentős foglalkoztatási problémák mégsem jelentek meg a városban és térségében, hiszen a rendszerváltás után a város jelentősen felértékelődött a külföldi befektetők számára, elsősorban a német és osztrák tőke számára vált vonzóvá a térség. Itt kell megemlíteni, hogy a város a 80-as években érte el az ipari foglalkoztatottaknál a felső határt, ekkor mintegy 5000 fő ingázott a környező településekről a városba. A 90-es években egyre több, kis- és középvállalkozás telepedett le a környékbeli falvakban, így ma már több a városból a közeli településekre ingázó, mint ahányan a városba járnak be dolgozni. A 90-es évek végén a társas vállalkozások száma meghaladta az 1000-et, az egyéni vállalkozók száma a 2000-et. A foglalkoztatottak számában még mindig többségében az ipar és a feldolgozóipar foglalkoztatja a legtöbb embert. A mezőgazdaságban foglalkoztatottak száma enyhén csökkenő tendenciájú a rendszerváltás óta, viszont jelentősen nőtt a kereskedelemben, szolgáltatásban tevékenykedők foglalkoztatása. Kedvező, hogy a humán szolgáltatásban foglalkoztatottak száma az elmúlt 10 évben mintegy megkétszereződött (kultúra, oktatás, egészségügy), ez egyre bővülő ellátást jelent az itt élőknek.
Ma már minimális mértékű állami tulajdonú, illetve néhány önkormányzati tulajdonú gazdasági vállalkozás működik a városban, a külföldi tulajdon aránya megközelíti az 50%-ot. A jelentős beáramló tőke biztosította azt is, hogy a városban és térségében mindig jelentősen alacsonyabb volt a munkanélküliség, mint az országos átlag, az 1990-ben induló 1%-ról 1993-94-ben érte el a tetőfokát, akkor a munkanélküliségi ráta 8-9% között mozgott, napjainkban a szezonális foglalkoztatottságtól függően 4% körüli a munkanélküliek aránya. Az uniós tagsággal egyidejűleg várhatóan még ez a szám is mérséklődni fog. A foglalkoztatásban 1990 előtt az iparban volt a legnagyobb arányú munkaerő, a gazdasági rendszerváltás, a hatékonyság növekedése miatt az ipar és feldolgozóipar foglalkoztatja a munkaerő felét, a kereskedelemben, szolgáltatásban – elsősorban az idegenforgalomnak köszönhetően – nőtt a létszám a legdinamikusabban, ma már a foglalkoztatottak közel 20%-a ebben a gazdasági ágban talál munkát. Jelentős munkaerő-tartalékról nem beszélhetünk, azonban a piacgazdaságban működő vállalkozások rugalmasan reagálnak a gazdasági környezetre, így szabad munkaerő mindig található. Az új vállalkozások igényeihez igazodik a helyi szakképzés is, így megfelelő összetételű fiatal munkaerő tud belépni a munkaerőpiacra.
A város gazdasági ereje nagymértékben hozzájárul a városi szolgáltatások biztosításához. Nemcsak a magántőke által finanszírozott kereskedelmi, szolgáltató egységek, lakóparkok, infrastrukturális beruházások jelentenek gazdagodást, hanem a tíz év alatt megtízszereződött – 2004-ben ez már meghaladja az 1 milliárd forintot – helyi adók befizetésével a humán területek, a környezetvédelmi feladatok, a városi fejlesztések megvalósítását, működését jelentős mértékben a helyi vállalkozások befizetéseiből finanszírozza az önkormányzat.
1990-es évek elejétől Mosonmagyaróváron egyre több fogászati rendelő nyitotta meg kapuit. Ma több mint 200 rendelőben közel 500 fogszakorvos dolgozik. Ez világrekordot jelent a népesség számához viszonyítva. Ez az új ágazat a város lakóinak nem jelent előnyt, mert a magas díjakat nem tudják megfizetni. Éjszakai ügyelet pedig nincsen, csak telefonos időpont egyeztetés. Az új iparágnak köszönhetően nő a városban eltöltött vendégéjszakák száma.

### Gazdasági ágazatok rövid összefoglalása
A mezőgazdaság legfontosabb eredménye a rendszerváltás utáni kárpótlási törvények életbeléptetése, a tulajdoni változások lettek. Ez egyet jelentett a régi mezőgazdasági nagyüzemek tevékenységének visszaszorulásával és a mezőgazdasági magánvállalkozások számának növekedésével. A nagyüzemi termelést ma már csak a Dunamenti Mezőgazdasági Termelőszövetkezet (mintegy korábbi területének felén és egyharmadnyi munkaerővel működő üzem) és a Lajta Hansági Rt. (10 ezer ha szántóval és félezer foglalkoztatottal) képviseli. A részvénytársaságot 2001-ben privatizálták. Erdőgazdálkodással a Kisalföldi Erdőgazdaság Rt. és a Lajta Hanság Rt. foglalkozik, egyben vadászati tevékenységet is folytatva. Közel 400 fő őstermelőként foglalkozik mezőgazdasági termeléssel, a birtoknagyságok – kevés kivételtől eltekintve – itt sem érik el az optimális méretet. Jelentős mezőgazdasági termékfeldolgozó az Óvártej Rt. és a Kaiser Food Kft. Az ipart és a feldolgozóipart a rendszerváltásig a bevezetőben felsorolt 4 nagyvállalat reprezentálta. Az átalakulás után ugyan kisebb létszámmal, kemény piaci feltételek között a Kötöttárugyár kivételével, tovább működnek. Ugyanakkor további jelentős kis- és középüzemek, társas vállalkozások kezdték meg tevékenységüket. A több mint 1250 társaság ismertetésére nincs lehetőség, azonban elmondhatjuk, hogy a korábban meglévő tevékenységek mellett a műanyag-feldolgozás, korszerű építőanyag gyártás, járműipari beszállítók, acél- és gépgyártás és a konfekcióipari üzemek jelenléte a meghatározó. A magán és központi forrásból finanszírozott beruházások megvalósításához nélkülözhetetlen építőipari kapacitás megfelelő mennyiségben és összetételben rendelkezésre áll. A korábbi állami, megyei tanácsi és szövetkezeti cégek átalakulása után jelentős magántulajdonú és egyéni vállalkozás jelent meg a városban. Nagyszámú kis- és nagykereskedelmi egység biztosítja az építőanyag és szakipari termékek széles kínálatát. A gazdaság szerkezetében legnagyobb változás a kereskedelem, vendéglátás, szolgáltatások és az idegenforgalom területén következett be. A kiskereskedelmi üzletek száma 10 év alatt a nyolcszorosára nőtt, a vendéglátóhelyek minden igényt kielégítenek, a személyi szolgáltatások a külföldi és belföldi vendégek számára korlátlan mennyiségben állnak rendelkezésre. A nyugati határnál adottságiból a korábbi egynapos turizmus helyett egyre növekszik a tartósabban itt maradó vendégek száma Különösen nagy fejlődés történt a 90-es években a pénzintézeti szolgáltatásokban, az ingatlanhasznosító és fejlesztő vállalkozások területén, s már megjelentek az első nagy bevásárlóközpontok is a város területén.
A következő években is várjuk az új befektetőket, erre új telephelyeknek alkalmas területek előkészítésével, a szabályozási és infrastrukturális hálózatok kialakításával készülünk. A város közlekedési adottságaiból adódóan logisztikai, szállítmányozási tevékenységek letelepítése várható. A gazdaság növekedését segítheti a város jövőképében megfogalmazott regionális oktatási és tudományos központ kialakítása az egyetem bázisán és az un. „óváricumok” megismertetése hazai és külföldi piacon. A gyógyvízre alapozható gyógyturizmus ezen ágazat fejlődését segítheti.
- Gépgyártás (Kühne)
- Timföldgyártás (MOTIM)
- Tejipar (óvári sajt)
- Malomipar
- Ufm
- Junkerwerk

## Oktatás

### Általános iskolák
- Bolyai János Általános Iskola
- Éltes Mátyás Általános Iskola, Óvoda, Diákotthon, Egységes Gyógypedagógiai Módszertani Intézmény és Pedagógiai Szakszolgálat
- Fekete István Általános Iskola Archiválva 2008. december 10-i dátummal a Wayback Machine-ben
- Haller János Általános, Szakképző és Szakközépiskola
- Móra Ferenc Általános Iskola
- Piarista Gimnázium, Általános Iskola és Óvoda
- Ujhelyi Imre Általános Iskola

### Középiskolák
- Bolyai János Technikum
- Haller János Általános, Szakképző és Szakközépiskola
- Hunyadi Mátyás Technikum
- Kossuth Lajos Gimnázium
- Piarista Általános Iskola és Középiskola

### Felsőoktatás
- Széchenyi István Egyetem Mezőgazdaság- és Élelmiszertudományi Kar, az 1818-ban alapított Magyaróvári Gazdasági Magántanintézet utóda

## Nevezetességei

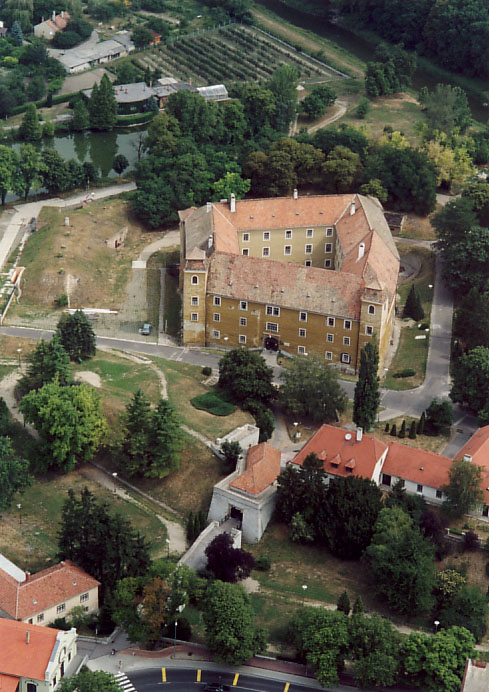
Légifotó a mosonmagyaróvári várról

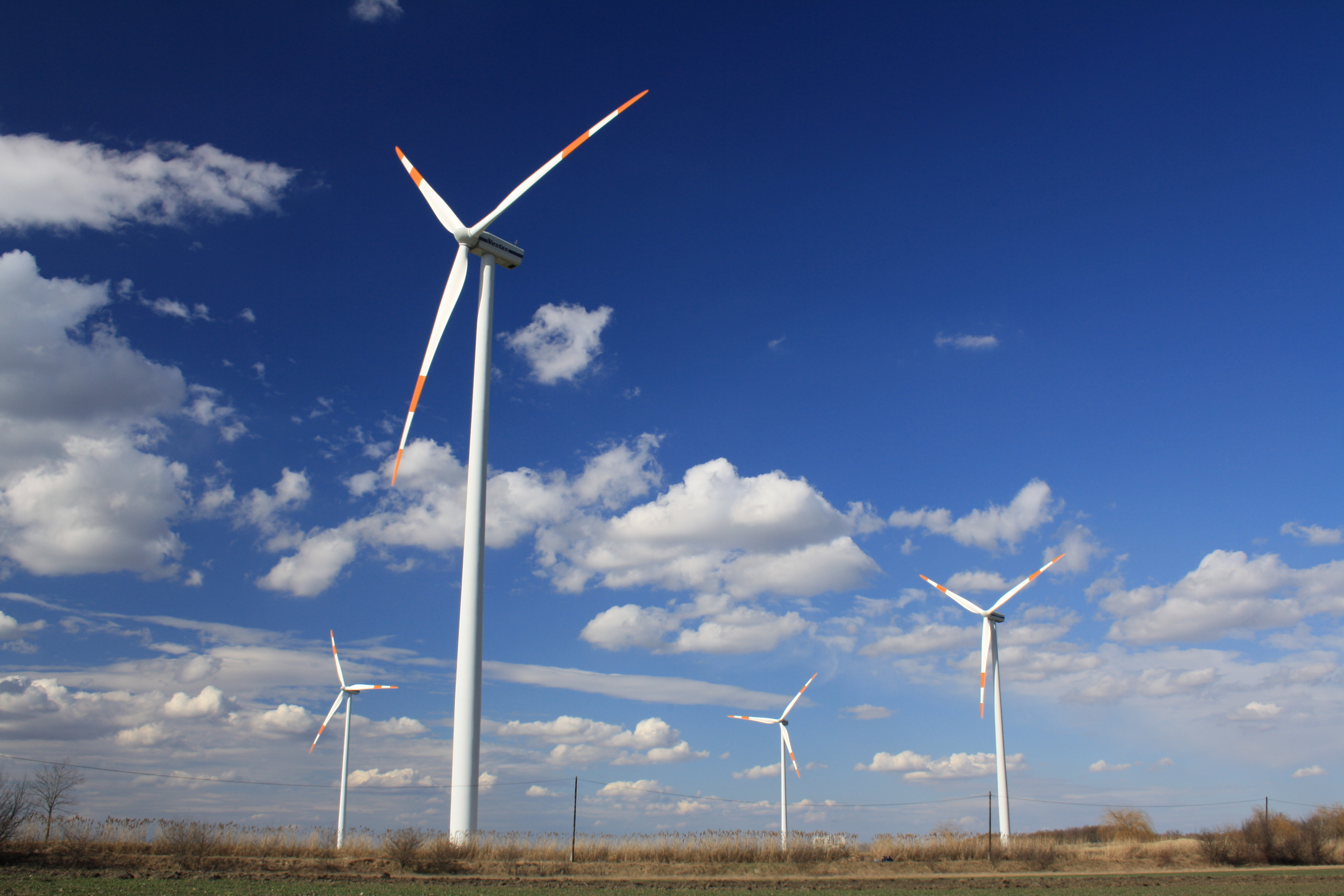
Szélerőművek Mosonmagyaróvár határában

- A Mosonmagyaróvári szélerőmű-parkban 12 szélturbina működik. Hazánkban itt forgott 2007-ben a legtöbb szélkerék. 2008 decemberében már mintegy 45 szélerőmű állt a város északi és nyugati határában, amelyek egyedülálló látványt nyújtanak.
- Mosonmagyaróvári vár és erődrendszer (a 13. századtól)
- Római katolikus templomok (barokk)
- Nepomuki Szent János-oszlop (1744, barokk)
- Flexum Termál – gyógyfürdő
- Hansági Múzeum
- Református templom
- Kálnokszögi DVB-T adótorony

## Helyi média
- Mosonmagyaróvár TV
- Lajta Press
- Mosonvármegye
- Mosonmagyaróvári Civil Szemle
- Mosonmagyaróvári Civil Tükör
- Móvár Press

## Helyi sportélet
- Mosonmagyaróvári Kézilabda klub[21]
- MTE
- MITE
- Mosonmagyaróvári Vízisport Egyesület
- HUNGARYthmic SE
- Mosonmagyaróvári Atlétikai Club
- Mosonmagyaróvári Darts Club Sportegyesület
- Kodomo Sportklub
- Delta SE
- Mosonmagyaróvári Strucc Futóklub SE

## Híres emberek

### Itt született
- Brasch Bence énekes, színész
- Brassai Zoltán irodalmár, tanár
- Dudits Dénes növénygenetikus, biotechnológus, az MTA rendes tagja
- Fazekas Patrik fizikus
- Gangl Edina Európa-bajnok vízilabdázó
- Hutás József bíró, felsőházi tag
- Izsák Éva olimpikon, kerékpárversenyző
- Kligl Sándor magyar szobrászművész
- Pálinger Katalin kézilabdázó
- Pásztor Ádám színész
- Pottyondy Edina politikus, humorista
- Pusztai Antal gitárvirtuóz
- Rujder Vivien színésznő
- Sastin Marianna olimpikon, birkózó
- Szűts János vívómester
- Totik Vilmos matematikus, az MTA tagja
- Tóth József 56-szoros válogatott labdarúgó
- Vári Edit olimpikon, atléta

### Itt halt meg
- Bittera Miklós egyetemi tanár
- Cserháti Sándor, 1876-ig Hechtl Sándor (Győr, 1852. szeptember 14. – Magyaróvár, 1909. április 13.) tanár és gazdasági szakíró
- Csiszár József tejgazdasági szakember
- Grábner Emil növénynemesítő
- Gyárfás József mezőgazdasági tudós
- Habsburg–Tescheni Frigyes főherceg Habsburg főherceg, Magyaróvár, 1936. december 30.
- Karkovány Ákos (Tiszaroff, 1875. március 8. – Magyaróvár, 1939. január 25.) tanár, gépészmérnök, a Gazdasági Akadémia Gépkísérleti Állomásának vezetője
- Ostermayer Károly gabonakereskedő, az Ostermayer Alapítványi Óvoda megalkotója. 1891. április 17.
- Ruff Andor újságíró, szerkesztő
- Sattler János, Mosonmagyaróvár első polgármestere
- Szekeres Richárd, a Budapesti Weisz Manfréd üzemek egyik megalapítója, A Magyaróvári Lőporgyár vezérigazgatója, 1942. március 9.
- dr. Szűcs Mihály, a NYME professzora, talajtani és agrokémia szakos egyetemi tanár
- Várallyai György agrokémikus, vegyészmérnök
- Varga János magyar agrármérnök, egyetemi tanár

## Testvérvárosok és partnervárosok

### Testvérvárosok
- Hattersheim am Main, Németország
- Stockerau, Ausztria
- Arese, Olaszország
- Hadsten, Dánia
- Somorja (Šamorin), Szlovákia
- Szenc (Senec), Szlovákia
- Piotrków Trybunalski, Lengyelország
- Sepsiszentgyörgy, Románia
- Beregszász, Ukrajna

### Partnervárosok
- Bazin, Szlovákia
- Nezsider (Neusiedl am See), Ausztria
- Nova Gorica, Szlovénia

## A település az irodalomban
A város az egyik helyszíne Szamos Rudolf Kántor nyomoz című bűnügyi regényének: egy itt elkövetett, és a legendás nyomozókutya segítségével felderített bűncselekmény-sorozat, illetve egy ahhoz kapcsolódó esztergomi műkincslopás nyomozása a Kántor életét bemutató kötet egyik lényeges epizódja. Ugyan a város nem teljes névvel, csak Óvárként említve szerepel a könyvben, de leírásának részletei, amelyek a könyvben olvashatók, egyértelműen azonosíthatóvá teszik.